# Гросвалштат
Гросвалштат (њем. Großwallstadt) општина је у њемачкој савезној држави Баварска. Једно је од 32 општинска средишта округа Милтенберг. Према процјени из 2010. у општини је живјело 4.116 становника. Посједује регионалну шифру (AGS) 9676126.

## Географски и демографски подаци
Гросвалштат се налази у савезној држави Баварска у округу Милтенберг. Општина се налази на надморској висини од 121 метра. Површина општине износи 14,0 km². У самом мјесту је, према процјени из 2010. године, живјело 4.116 становника. Просјечна густина становништва износи 293 становника/km².

## Међународна сарадња
| Мјесто  | Држава | Врста сарадње | Од    |
| ------- | ------ | ------------- | ----- |
| Острода | Пољска | контакт       | 2000. |
| Извор   |        |               |       |